# Camondo

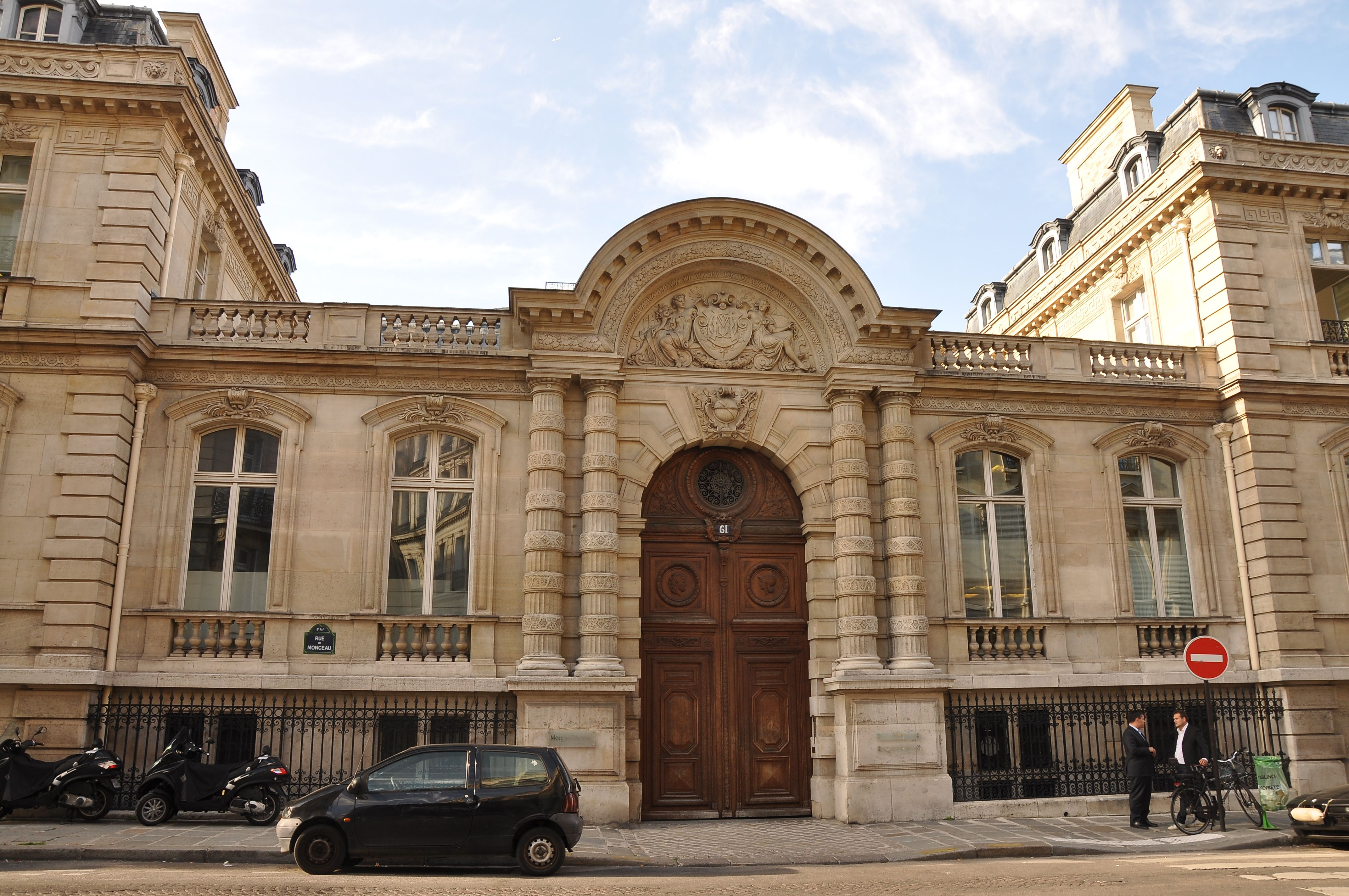
Hôtel Camondo (1874)

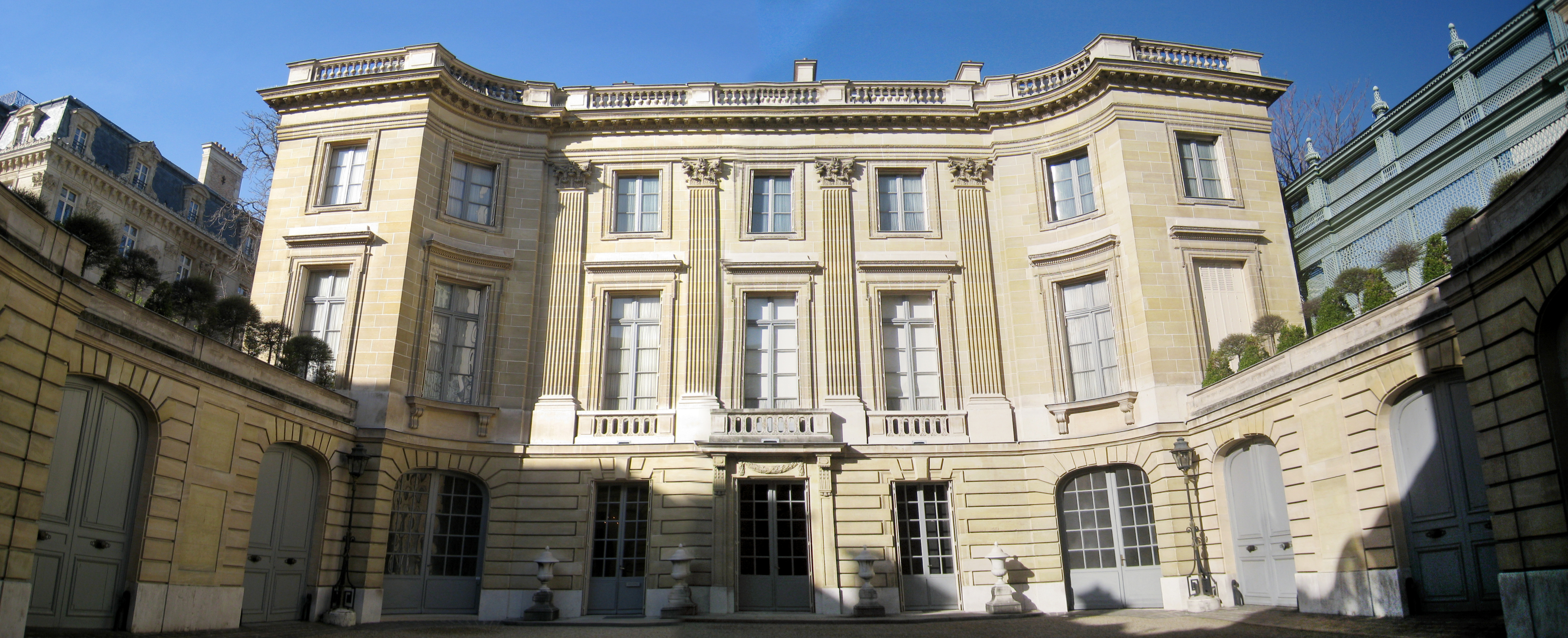
Musée Nissim-de-Camondo

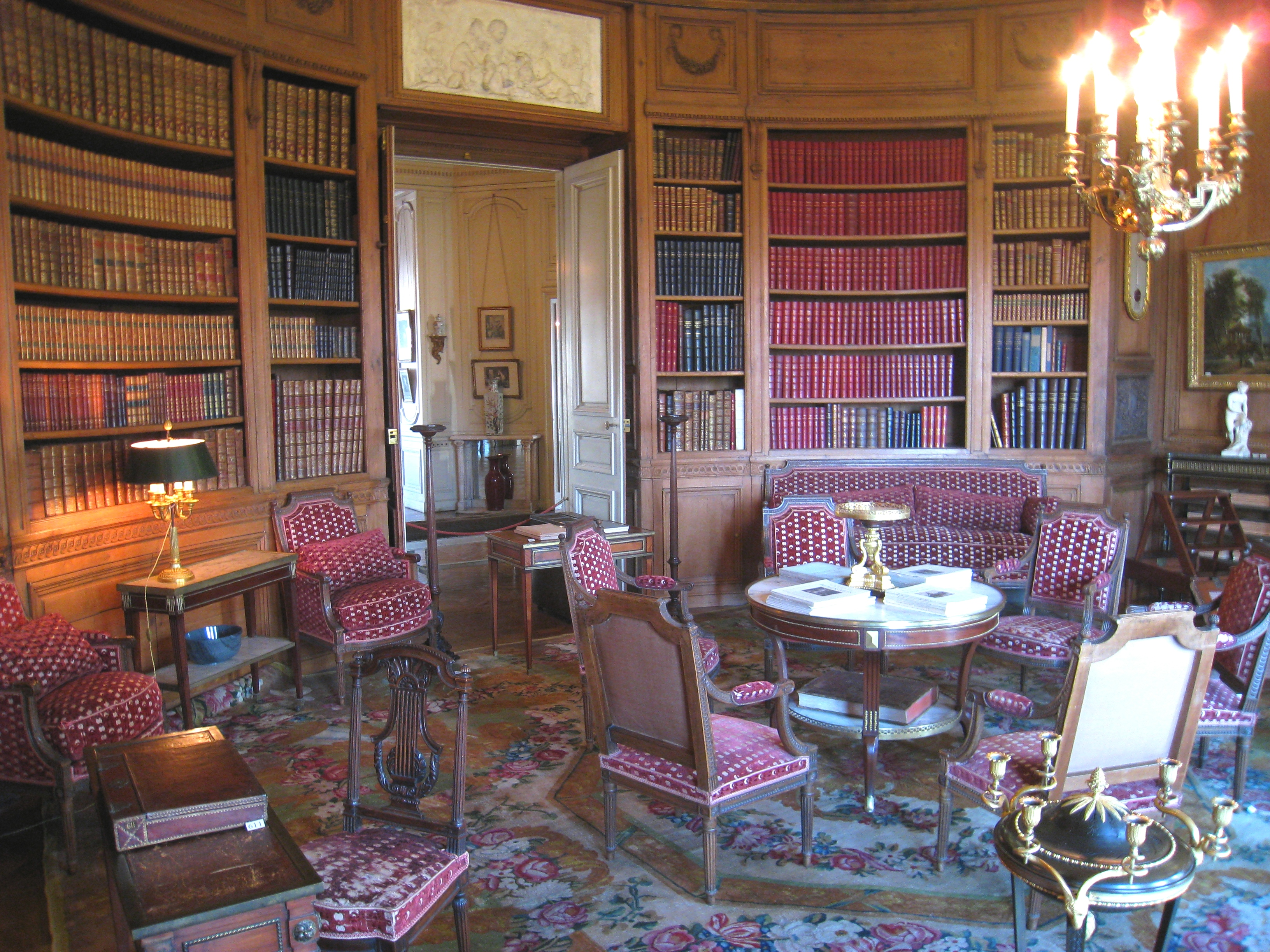
De bibliotheek in het museum

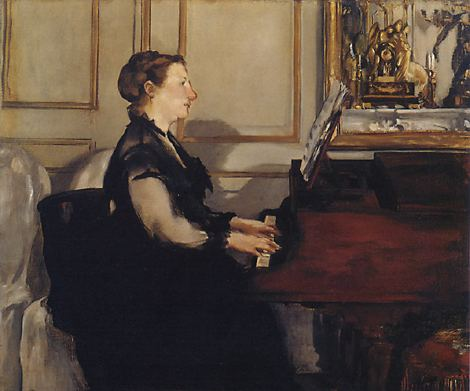
Mevrouw Manet aan de piano van Édouard Manet (uit het bezit van Isaac Camondo)

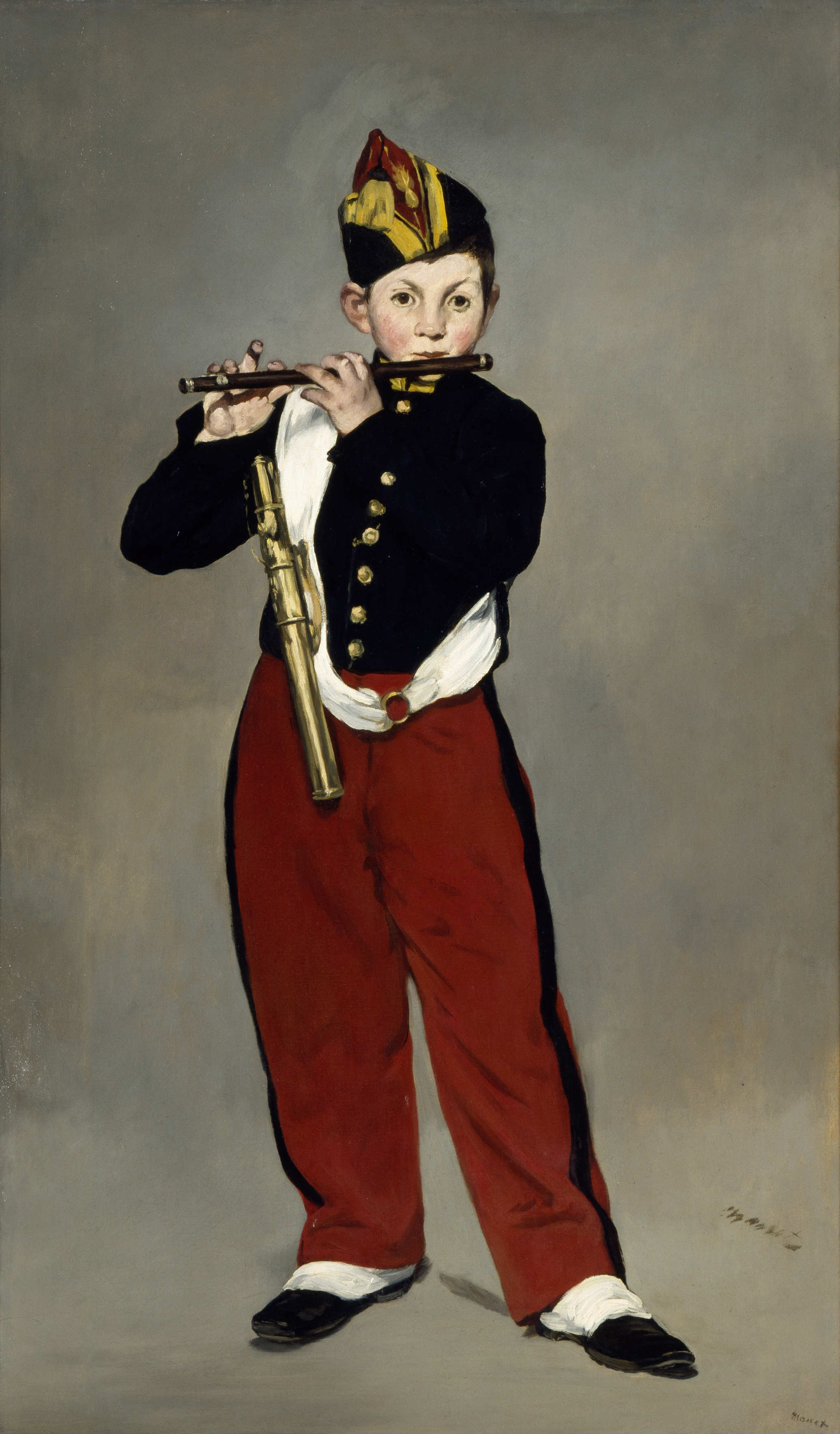
De fluitspeler van Édouard Manet (uit het bezit van Isaac Camondo)

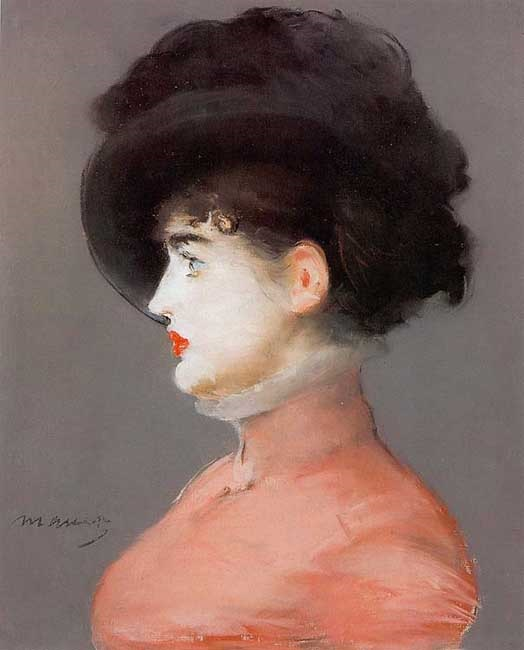
Portret van Irma Brunner, de Weense van Édouard Manet (uit het bezit van Isaac Camondo)

De familie Camondo is een bankiersfamilie die zich in de 19e eeuw vanuit Triëst in Parijs vestigde en bekend werd als kunstverzamelaars. Moïse de Camondo schonk na zijn overlijden zijn huis met alle kunstbezittingen aan de Franse staat. In 1936 werd het Musée Nissim-de-Camondo geopend.

## Geschiedenis
De familie was van Joods sefardische afkomst en had zich na de inquisitie gevestigd vanuit het Iberisch schiereiland in het Ottomaanse rijk. In Istanboel stichtte Isaac Camondo (†1831) in 1802 een bank. Deze werd in 1832 geërfd door zijn broer Abraham Salomon Camondo (1781-1873). In Istanbul doet de familie veel aan liefdadigheid en sticht ze de "School Camondo" waar het Turks en buitenlandse talen worden onderwezen; er bevindt zich het familiemausoleum.
Enkele jaren bevinden leden zich in ballingschap in Triëst dat aanvankelijk bij Italië hoorde en vervolgens via allerlei internationale verdragen bij Oostenrijk ging horen.
Salomon steunde, ook financieel, de Italiaanse eenwording zoals die onder Victor-Emanuel II plaatsvond; die steun werd beloond met zijn verheffing tot Italiaans graaf in 1867 waarbij hij als wapenspreuk "Fides et Caritas" koos.
Vanaf 1850 vestigden zich familieleden, onder wie twee kleinkinderen van Abraham Salomon, Abraham Behor (1829-1889) en Nissim (1830-1889), zich in Parijs. De daar gevestigde bank Isaac Camondo & Cie bleef een bijzondere band met en belangstelling voor Turkije houden. Abraham liet in 1874 het Hôtel Camondo bouwen.
Twee zonen van de twee genoemde broers werden enthousiaste kunstverzamelaars: de neven Isaac (1851-1911) en Moïse (1860-1935). Isaac werd naast bankier consul van Turkije. Na zijn overlijden legateerde Isaac zo'n honderdtal kunstwerken aan het Louvre, waaronder werken als Le Fifre van Manet, Le tub, La classe de danse en Répétition d'un ballet sur la scène van Edgar Degas, Les cathédrales de Rouen van Claude Monet en La maison du pendu van Paul Cézanne.
Ook Moïse was een groot kunstliefhebber en -verzamelaar, waarbij zijn aandacht behalve naar 18e-eeuwse Franse meubilair, ook uitging naar porselein en bibliofiele verzamelingen. De tragedie in het leven van Moïse werd het sneuvelen van zijn enige zoon Nissim de Camondo (1892-1917) in de Eerste Wereldoorlog. Daarna trok hij zich meer terug uit het openbare leven, en wijdde zijn leven aan kunstverzamelingen in zijn stadspaleis aan de Rue de Monceau grenzend aan het gelijknamige park. Na zijn overlijden liet hij het huis met alle kunstschatten na aan de Franse staat. Ter nagedachtenis aan zijn zoon werd in 1936 het Musée Nissim-de-Camondo geopend.  
Bij het overlijden van Moïse is er alleen nog diens dochter Béatrice die zijn naam droeg. Zij was getrouwd met de componist Léon Reinach met wie zij twee kinderen kreeg: Fanny (1920) en Bertrand (1923). In de Tweede Wereldoorlog werden zij allen weggevoerd naar concentratiekampen en in Auschwitz omgebracht. Béatrice was de laatst overlevende toen zij op 4 januari 1945 werd vergast.

## Stamboom vanaf begin 19e eeuw
- Isaac Camondo (? - 1832), bankier, stichter van het bankiershuis Camondo & Cie. (5 kinderen)
- Abraham Salomon de Camondo (1781-1873), bankier; trouwde met Clara Lévy (1791-1866)
  - Raphaël Salomon Camondo (1810-1866), bankier; trouwde met Esther Fanny Fua (1814-1880)
    - Abraham Behor de Camondo (1829-1889), bankier; trouwde in 1847 met Regina Baruch (1822-1905)
      - Clarisse de Camondo (1848-1917); trouwde in 1867 met Léon Alfassa (1849-1920), bankier
        - Rachel Alfassa (1869-1889)
        - Albert Alfassa (1871-1893)
        - Georges Alfassa (1872-1919)
        - Alice Alfassa (1874-1926)
        - Maurice Alfassa (1877-1926)
        - Marguerite Alfassa (1880-1961)

      - Isaac de Camondo (1851-1911), bankier, kunstverzamelaar; had een relatie met Lucie Bertrand (1866), zangeres, met wie:
        - Jean Bertrand (1902-1980), letterkundige (niet erkend)
        - Paul Bertrand (1903-1978), dramatisch kunstenaar (niet erkend)

    - Nissim de Camondo (1830-1889), bankier; trouwde in 1855 met Elise Fernandez (1840-1910)
      - Moïse de Camondo (1860-1935), bankier, kunstverzamelaar, stichter van het Musée Nissim-de-Camondo; trouwde in 1891 met Irène Cahen d'Anvers (1872-1963)
        - Nissim de Camondo (1892-1917), piloot, gesneuveld
        - Béatrice de Camondo (1894-1945); trouwde met Léon Reinach (1893-1944), componist
          - Fanny Reinach (1920-1943)
          - Bertrand Reinach (1923-1943)

      - Jacques Camondo

    - Rebecca Camondo (1832-1863); trouwde in 1850 met Michel Halfon (1829-1890), bankier
      - Regina Halfon (1851-1922), trouwde in 1870 met Isaac Hillel-Manoach (1848-1881)
        - Manolo Hillel-Manoach
          - Jacques Hillel-Manoach (1919), arts; trouwde met Jeanne Simoni (1921-2002), advocate
            - Olivier Hillel-Manoach (1948), advocaat; trouwde met Isabelle Coyaud (1948), accountant
              - Sébastien Hillel-Manoach (1976)
              - Clémence Hillel-Manoach (1978).

            - Stéphane Hillel-Manoach (1955), acteur

        - Robert Hillel-Manoach (1875-1935)
        - Irène Hillel-Manoach (1878-1920); trouwde met Camille Erlanger (1863-1919), componist
          - Philippe Erlanger (1903-1987), historicus

      - Salomon Halfon (1854-1923); trouwde in 1879 met Alice Rodrigues-Pereire (1859-1931)
        - Nadine Halfon (1885-1928); trouwde met Pedro Heeren

      - Hortense Halfon (1858-1932); trouwde in 1877 met David Alexandre Ellissen (1842-1891), bankier
        - Sophie Ellissen (1878-1965); trouwde met Max Lazard (1875-1953), econoom en socioloog en zoon van de medeoprichter van de Banque Lazard
        - Germaine Ellissen (1882-1943); trouwde met Louis Helbronner (1876-1914), advocaat

      - Esther Halfon (1859-1941); trouwde met Moïse Halfon (1851-1923)
        - Robert Halfon (1881-1961)
        - André Halfon (1887-1917)
        - Irène Halfon (1893-1972); trouwde in 1916 met Robert Anspach (1893-1971)